# 破壊されたロシアの軍事装備展

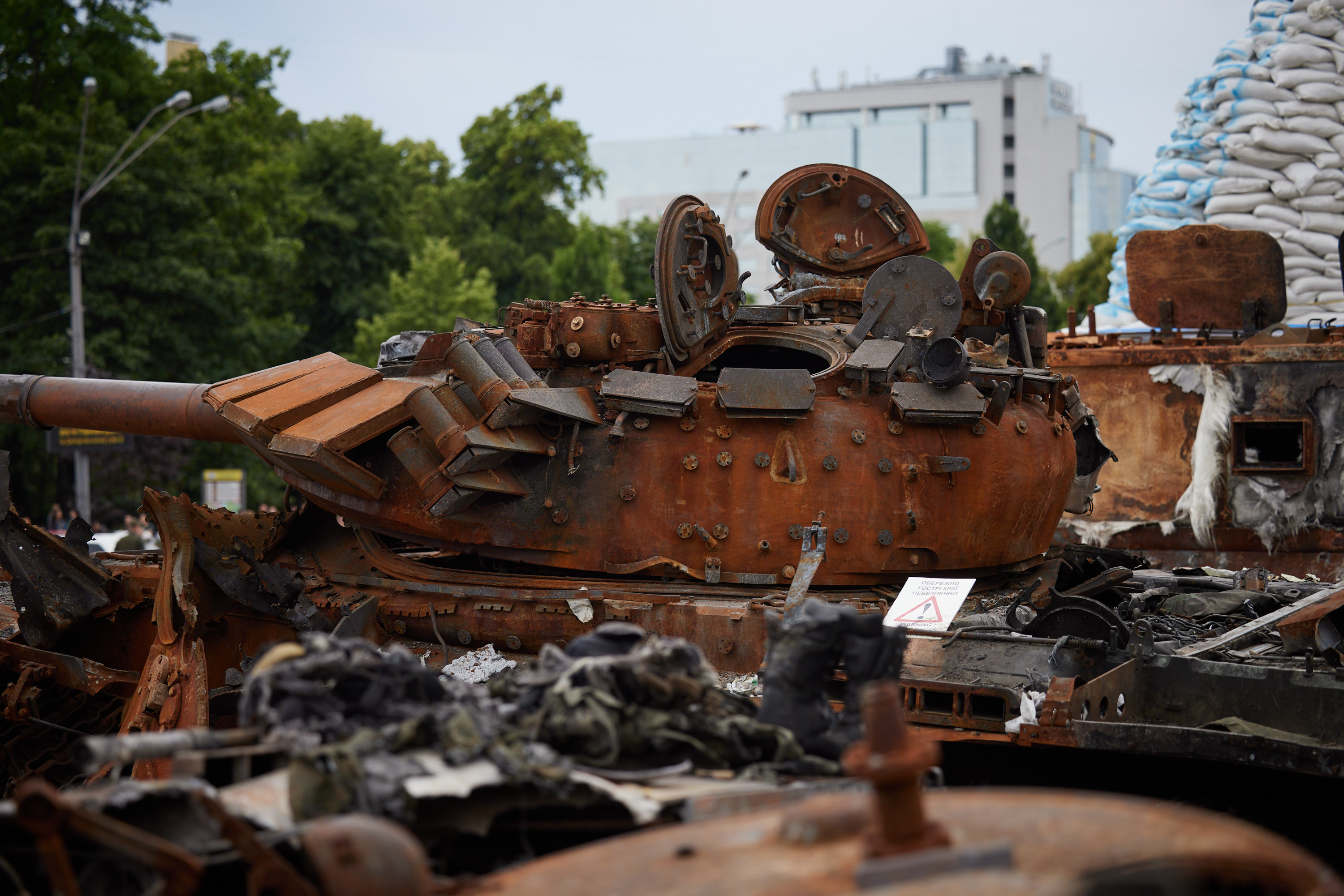
キーウのミハイリフスカ広場に展示されたロシアの戦車の残骸

破壊されたロシアの軍事装備展（はかいされたロシアのぐんじそうびてん、宇: Виставка знищеної російської військової техніки）は、ウクライナのキーウのミハイリフスカ広場でおこなわれた野外展示会。2022年5月21日に開催したこの展示会では、2022年のロシアによるウクライナ侵攻の際に破壊・鹵獲されたロシア連邦軍の軍事装備品が展示された。

## ミハイリフスカ広場での展示
ウクライナ大統領の公式ウェブサイトによると、展示品には、パーンツィリ-S1自走対空砲システム、T-72B3戦車、 BMD-2歩兵戦闘車、BMD-4のタレット、電子戦車両、ティーグル歩兵機動車の残骸が含まれるという。この装備のほとんどは、キーウ攻勢中に使用された。
ウクライナのウォロディミル・ゼレンスキー大統領は、2022年6月17日にイギリス首相のボリス・ジョンソンがウクライナを訪問した際に、この展示会を案内した。
ミハイリフスカ広場での展示は、ウクライナ国立軍事歴史博物館の展示品の一部になると報じられた。

## フレシチャーティク通りの展示
2022年8月20日、キーウ中心部のフレシチャーティク通りでより大規模の展示会が開催された。ウクライナ国防相のオレクシー・レズニコウによると、フレシチャーティク通りでの展示会は、T-72/T-80/T-90戦車、自走砲システム、ロケット砲、装甲車両、パーンツィリ-S1自走対空砲システム、TOS-1A自走多連装ロケット砲、2S34自走榴弾砲を含むウクライナのさまざまな地域で破壊・鹵獲された約80台のロシアの軍事装備品で構成されているという。